# Pelodesis
Pelodesis là một chi bướm đêm thuộc họ Erebidae.